# 周绍业 (唐朝)
周绍业(614年—657年) ，字弘业，汝南郡安城县人，隋朝水军大将周法尚之子。起家为唐太穆皇后挽郎，后授宣义郎。显庆二年卒，年四十四。
夫人赵璧，出于南阳赵氏，隋安定郡丞、唐中散大夫、泸潭二州长史、浚仪县男赵志玄之第三女。有子周道冲。

## 汝南安城周氏家族
- 曾祖：周灵起，梁散骑常侍、庐桂二州刺史，保城肃侯。
- 祖父：周炅，陈南豫州刺史、仪同三司、车骑大将军、礼部尚书、梁城郡忠壮公。
- 父：周法尚，隋金紫光禄大夫、卅八州诸军事、左武卫大将军、卫尉卿、谯郡僖公。
- 伯父：周法僧，嗣梁城郡公，官至宣城太守。
- 叔父：周法明，唐黄州总管。
- 长兄：周绍基，灵寿令
- 次兄：周绍则
- 三兄：周绍嗣
- 五弟：周绍苑
- 六弟：周绍范
  - 侄子：周道务
  - 儿子：周道冲